# District de Rudraprayag
Le district de Rudraprayag  (hindi : रुद्र प्रयाग जिला) est un district de l'état de l'Uttarakhand, en Inde,

## Géographie
Au recensement de 2011, sa population compte 227 439 habitants.
Son chef-lieu est la ville de Rudraprayag. 